# Eburia elegans
Eburia elegans es una especie de escarabajo longicornio del género Eburia, tribu Eburiini, familia Cerambycidae. Fue descrita científicamente por Chemsak & Linsley en 1973.
Se distribuye por México.

## Descripción
La especie mide 33,9 milímetros de longitud. El período de vuelo ocurre en el mes de mayo.